# آشپزی استرالیایی

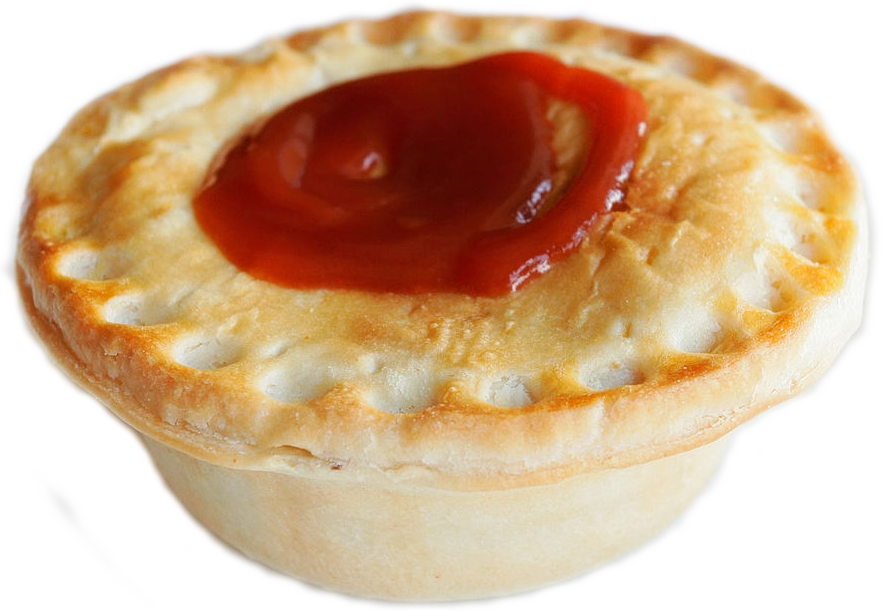
نوعی پای گوشت استرالیا به همراه کچاپ

آشپزی استرالیایی (انگلیسی: Australian cuisine) غذا و شیوه‌های پخت و پز استرالیا و ساکنان آن است. به عنوان یک جامعه مدرن مهاجرپذیر در مقیاس بزرگ، استرالیا ره آوردها و اقتباس‌های آشپزی فرهنگ‌های مختلف در سرتاسر دنیا، از قبیل بریتانیا، اروپا، آسیا و خاورمیانه را جذب کرده‌است.
بومیان استرالیا، این کشور را حدود ۶۵٬۰۰۰ سال در اختیار خود داشته‌اند، در طی این مدت آنها یک برنامهٔ غذایی جامعه مبتنی بر شکارو گیاهان منحصر به فرد، که به نام بوش تاکر معروف است، را به وجود آورده‌اند که از گیاهان و حیوانات منطقه استرالیا حاصل شده‌است. استرالیا از سال ۱۷۸۸ تا ۱۹۰۰ به مجموعه ای از مستعمرات بریتانیا تبدیل شد، و در این مدت ذائقه پخت و پز به شدت تحت تأثیر مهاجران بریتانیایی و ایرلندی قرار گرفت، که همراه با محصولات کشاورزی همچون گله گاو، گوسفند و گندم که در حال تبدیل شدن به به ارکان اصلی برنامه غذایی محلی بود. تب طلای استرالیا، مهاجران و آشپزی‌های مختلف، به‌طور عمده چینی را مطرح کرد، ضمن اینکه برنامه مهاجرت پس از جنگ، به‌طور عمده ناشی از تأثیر مهاجران از مدیترانه، آسیای شرقی و جنوب آسیا، منجر به تنوع وسیع غذای محلی شد.
آشپزی استرالیایی در قرن بیست و یک، اثرات جهانی شدن را با تعداد زیاد رستوران‌های فست فود و تأثیر گذاری گرایش‌های بین‌المللی، بازتاب می‌دهد. محصولات غذایی ارگانیک و کشاورزی زیست‌پویا، در کنار ترویج دوباره علاقه به بوش تاکر، در حد وسیعی در دسترس می‌باشند. استرالیا صادر کننده بسیاری از محصولات زراعی و کشاورزی همچون گاو، گوسفند، ماکیان، شیر، سبزیجات، میوه، آجیل، گندم، جو و کانولا می‌باشد. استرالیا همین‌طور شراب، آبجو و نوشابه، تولید می‌کند.